# Student Exchange
Pour plus de détails, voir Fiche technique et Distribution.
Student Exchange est un téléfilm de Mollie Miller diffusé en 1987.

## Synopsis
Deux étudiants prennent la place d'étudiants étrangers afin de devenir plus populaires au sein de leur lycée.

## Fiche technique
- Titre : Student Exchange
- Réalisation : Mollie Miller
- Photographie : Fred J. Koenekamp
- Année : 1987
- Pays de production :  États-Unis
- Genre : Comédie
- Date de diffusion : 29 novembre 1987 (USA)
- Durée : 88 min

## Distribution
- Gavin MacLeod : le principal Durfner
- Todd Field : Neil Barton / Adriano Parbritzzi
- Viveka Davis : Carol Whitcomb / Simone Swaare
- Mitchell Anderson : Rod
- Heather Graham : Dorrie Ryder
- Maura Tierney : Kathy Malby
- Rob Estes : Beach
- Jack McGee : Cabbie
- Lindsay Wagner
- O. J. Simpson